# 동남유럽 협력 프로세스

동남유럽 협력 프로세스의 가입국

동남유럽 협력 프로세스(영어: South-East European Cooperation Process; SEECP)는 불가리아의 주도아래 1996년에 설치되었다. 불가리아가 의장을 맡은 소피아에서의 회의에서, 동남유럽과 발칸반도의 신뢰와 선린 관계, 지역의 안정을 목표로 하는 지역 협력 기구를 설립했다.

## 회원국

### 창립 회원국
- 그리스
- 보스니아 헤르체고비나
- 북마케도니아
- 불가리아
- 루마니아
- 세르비아 ( 세르비아 몬테네그로로 가입)
- 알바니아
- 튀르키예

### 후발 가입국
- 크로아티아 (2005년)
- 몰도바 (2006년)
- 몬테네그로 (2007년)
- 슬로베니아 (2010년)
- 코소보 (2014년)[A]

## 조직
동남유럽 협력 프로세스는 지역적인, 제도화되어 있지 않은 프로세스이며, 의장국에 의해서 조정되고 있다.동남유럽 협력 기구의 의장국은 매년 돌아가며 맡는다. 의장국은 국제 회의에 출석해, 정기적인 국가원수·외교장관 회의나, 그 외의 정치 지도자에 의한 회의의 사회를 맡는다. 의장국은 임시 회의를 소집할 수 있다.

## 의장국
의장국은 1년 주기로 돌아가며 맡는다.
- 1996년-1997년: 불가리아
- 1997년-1998년: 그리스
- 1998년-1999년: 터키
- 1999년-2000년: 루마니아
- 2000년-2001년: 마케도니아 공화국
- 2001년-2002년: 알바니아
- 2002년-2003년: 세르비아 몬테네그로
- 2003년-2004년: 보스니아 헤르체고비나
- 2004년 4월 - 2005년 5월: 루마니아[1]
- 2005년 5월 - 2006년 5월: 그리스[2]
- 2006년 5월 - 2007년 5월: 크로아티아[3]
- 2007년 5월 - 2008년 5월: 불가리아
- 2008년-2009년: 몰도바
- 2009년-2010년: 터키[4]
- 2010년-2011년: 몬테네그로
- 2011년-2012년: 세르비아
- 2012년-2013년: 마케도니아 공화국[5]
- 2013년-2014년: 루마니아
- 2014년-2015년: 알바니아[6]
- 2015년-2016년: 불가리아
- 2016년-2017년: 크로아티아
- 2017년-2018년: 슬로베니아[7]
- 2018년-2019년: 보스니아 헤르체고비나
- 2019년-2020년: 코소보
- 2020년-2021년: 터키
- 2021년-2022년: 몬테네그로

## 같이 보기
- 동남유럽
- 흑해 경제 협력 기구